# Melchor Ocampo, Nuevo León
Melchor Ocampo là một đô thị thuộc bang Nuevo León, México. Năm 2005, dân số của đô thị này là 1052 người.